# Consolea moniliformis
Consolea moniliformis là một loài thực vật có hoa trong họ Cactaceae. Loài này được (L.) A.Berger mô tả khoa học đầu tiên năm 1926.

## Hình ảnh